# Swiftships FPV35
Swiftships Model 35 je třída rychlých hlídkových člunů vyvinutých americkou loděnicí. Mezi jejich hlavní úkoly patří námořní hlídkování, protiteroristické a protipašerácké operace. Celkem bylo postaveno 12 jednotek pro Irák a dvě další objednal Bahrajn.

## Pozadí vzniku

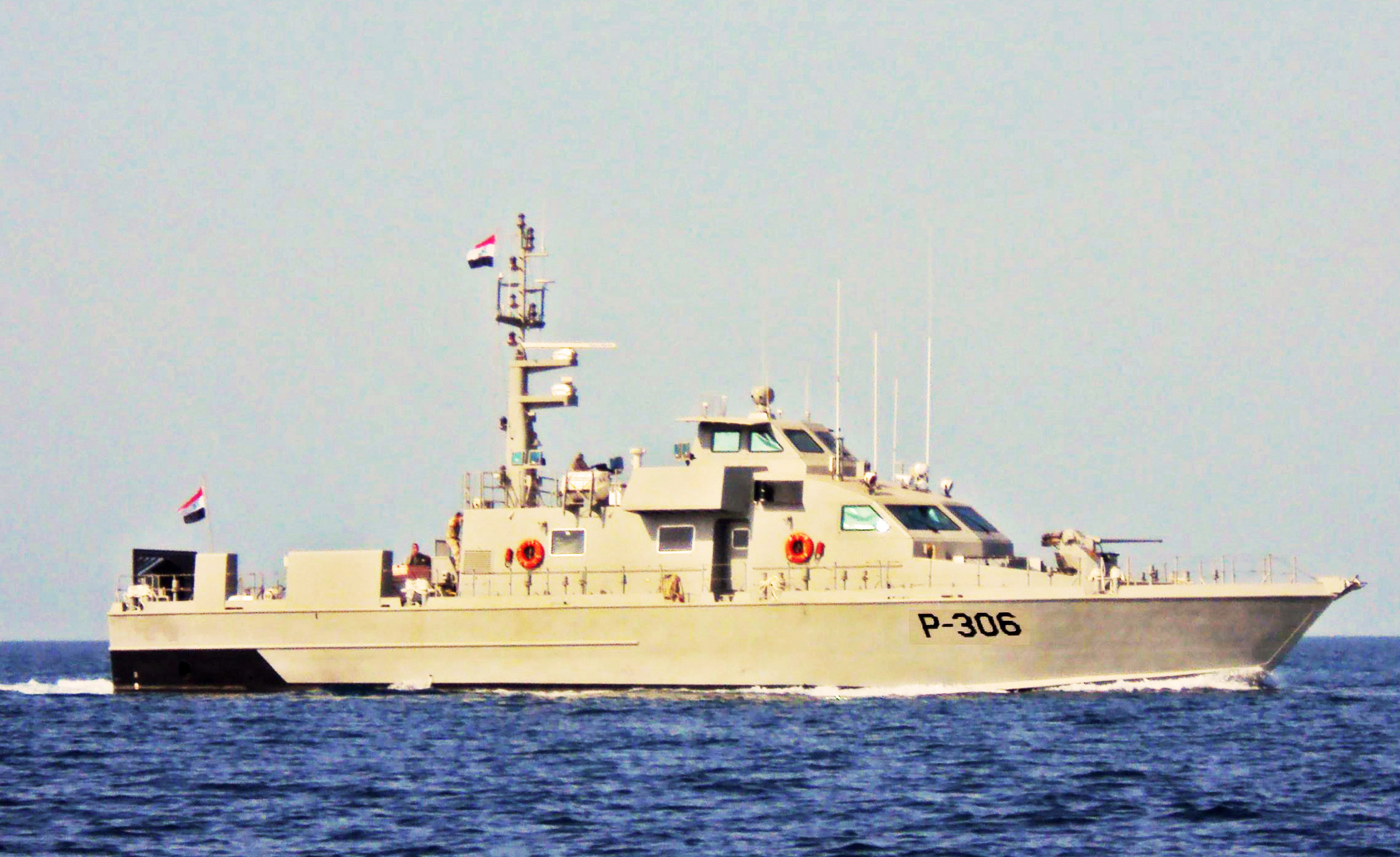
Irácký hlídkový člun P-306

Rychlé čluny Modelu 35 vyvinula americká loděnice Swiftships se sídlem v Jeanerette ve státě Louisiana. V září 2009 získala kontakt na vývoj a stavbu devíti člunů modelu 35PB1208E-1455 pro Irák (P-301 až P-309). Irácké námořnictvo procházelo obnovou po účasti na několika válečných konfliktech. Náklady byly hrazeny z programu Foreign Military Sale (FMS). Roku 2011 byla objednávka rozšířena o další tři čluny (P-310 až P-312). Poslední, dvanácté plavidlo Irák převzal v červenci 2013.
V září 2017 byly objednány dva čluny pro Bahrajn. Náklady (60,25 milionů dolarů) byly hrazeny z programu FMS.

## Konstrukce

### Irák (Model 35PB1208E-1455)

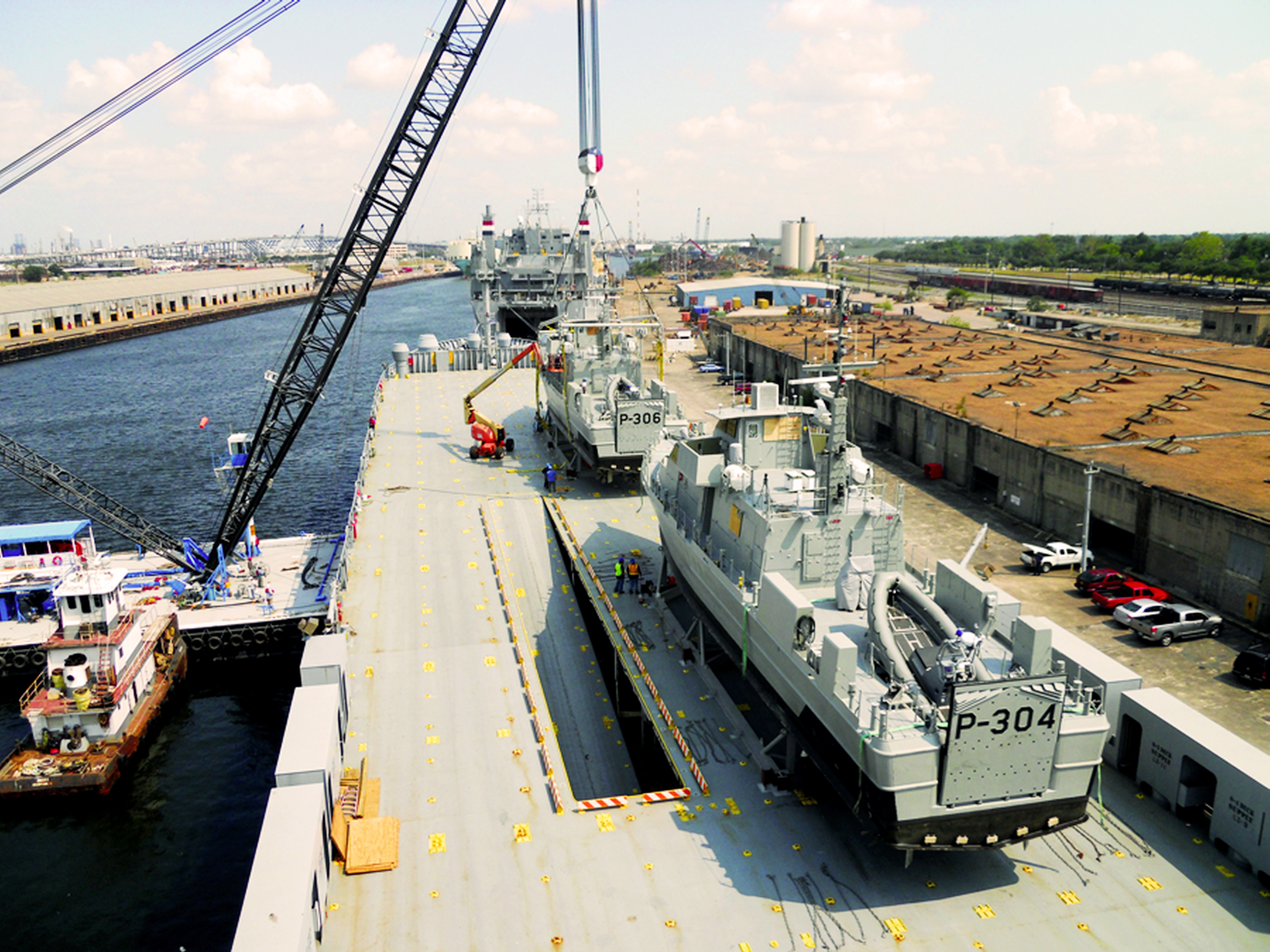
Irácké čluny Swiftships 35PB1208E-1455 jsou nakládány na palubu nákladní lodě

Čluny jsou vybaveny navigačními radary Furuno FR2115 a zaměřovači Simrad/Taiyo TD-L1550A. Hlavní výzbrojí je jeden 30mm kanón. Pohánějí je tři vodní trysky Hamilton HM651. Nejvyšší rychlost dosahuje 30 uzlů.

### Bahrajn (Model 35M)
Čluny jsou vyrobeny ze slitin hliníku. Jejich trup je rozdělen do osmi vodotěsných sekcí. Jsou vybaveny taktickým velícím systémem Raytheon SYNTACS. Na zádi je uložen sedmimetrový člun RHIB, který je spouštěn rampou v záďovém zrcadle. Hlavňovou výzbroj tvoří jeden 30mm kanón Mk.44 Bushmaster II v turecké dálkově ovládané zbraňové stanici Aselsan SMASH na přídi, doplněný dvěma 12,7mm kulomety. Na palubě jsou také dvě čtyřhlavňová odpalovací zařízení pro lehké řízené střely Griffin s dosahem 8 km. Pohonný systém tvoří tři diesely MTU 16V2000 M94, každý o výkonu 2450 hp, pohánějící prostřednictvím převodovek ZF 2075 trojici vodních trysek Kamewa A3-63. Elektrickou energii dodávají dva generátory Catepillar C4.4, každý o výkonu 75 kW. Nejvyšší rychlost dosahuje 40 uzlů. Dosah je 1800 námořních mil při ekonomické rychlosti 12 uzlů.